# Суперкубок Іспанії з футболу 2019
Суперкубок Іспанії з футболу 2019 — 34-й розіграш турніру. Матчі відбулися з 8 по 12 січня 2020 року між чотирма найсильнішими командами Іспанії сезону 2018—19.
| Володар Суперкубка Іспанії 2019 |
| ------------------------------- |
|                                 |
| Реал Мадрид Одинадцятий титул   |

## Формат
В лютому 2019 року було оголошено, що формат Суперкубка Іспанії буде змінено. Замість звичних двох матчів був проведений міні-турнір. Також матчі будуть проходити не в передсезоння, а у січні.
У турнірі брали участь фіналісти Кубка Іспанії та дві найкращі команди Ліги. Оскільки один із фіналістів кубка увійшов до двійки призерів, то із чемпіонату до турніру делегувалось і третє місце.

## Учасники
- Чемпіон Іспанії - «Барселона»
- Віце-чемпіон Іспанії - «Атлетіко»
- Бронзовий призер Чемпіонату Іспанії - «Реал Мадрид»
- Володар Кубка Іспанії - «Валенсія»

## Півфінали
| 8 січня 2020 21:00 (EEST) |

| Валенсія            | 1:3      | Реал Мадрид                   |
| ------------------- | -------- | ----------------------------- |
| Парехо 90+2' (пен.) | Протокол | Кроос 15' Іско 39' Модрич 65' |

| Король Абдалла Спортс Сіті, Джидда Глядачів: 40 877 Арбітр: Хесус Хіль Мансано |

| 9 січня 2020 21:00 (EEST) |

| Барселона              | 2:3      | Атлетіко (Мадрид)                     |
| ---------------------- | -------- | ------------------------------------- |
| Мессі 51' Грізманн 62' | Протокол | Коке 46' Мората 81' (пен.) Корреа 86' |

| Король Абдалла Спортс Сіті, Джидда Глядачів: 58 410 Арбітр: Хосе Луїс Гонсалес Гонсалес |

## Фінал
| 12 січня 2020 20:00 (EEST) |

| Реал Мадрид | 0:0      | Атлетіко (Мадрид) |
| ----------- | -------- | ----------------- |
|             | Протокол |                   |

| Король Абдалла Спортс Сіті, Джидда Глядачів: 59 053 Арбітр: Хосе Марія Санчес Мартінес |

|                                      |     | Пенальті                 |  |
| Карвахаль · Родріго · Модрич · Рамос | 4:1 | Сауль · Партей · Тріпп'є |  |

| Реал | Атлетіко |

| В             | 13 | Тібо Куртуа        |            |      |
| З             | 2  | Данієль Карвахаль  | 115'       |      |
| З             | 5  | Рафаель Варан      |            |      |
| З             | 4  | Серхіо Рамос (к)   |            |      |
| З             | 23 | Ферлан Менді       | 90+2'      |      |
| ПЗ            | 14 | Каземіро           |            |      |
| ПЗ            | 15 | Федеріко Вальверде | 111', 115' |      |
| ПЗ            | 10 | Лука Модрич        | 90+3'      |      |
| ПЗ            | 8  | Тоні Кроос         |            | 103' |
| ПЗ            | 22 | Іско               |            | 60'  |
| Н             | 18 | Лука Йович         |            | 83'  |
| Запасні:      |    |                    |            |      |
| В             | 1  | Альфонс Ареола     |            |      |
| З             | 3  | Едер Мілітан       |            |      |
| З             | 12 | Марсело            |            |      |
| ПЗ            | 16 | Хамес Родрігес     |            |      |
| ПЗ            | 19 | Маріано Діас       |            | 83'  |
| Н             | 25 | Вінісіус Жуніор    |            | 103' |
| Н             | 27 | Родріго            |            | 60'  |
| Тренер:       |    |                    |            |      |
| Зінедін Зідан |    |                    |            |      |

| В             | 13 | Ян Облак (к)     |      |      |
| З             | 23 | Кіран Тріпп'є    |      |      |
| З             | 3  | Феліпе Монтейро  | 27'  |      |
| З             | 2  | Хосе Хіменес     | 111' | 98'  |
| З             | 12 | Ренан Лоді       |      | 89'  |
| ПЗ            | 10 | Анхель Корреа    | 115' |      |
| ПЗ            | 5  | Томас Партей     | 74'  |      |
| ПЗ            | 16 | Ектор Еррера     |      | 56'  |
| ПЗ            | 8  | Сауль Ньїгес     |      |      |
| Н             | 9  | Альваро Мората   |      |      |
| Н             | 7  | Жуан Фелікс      |      | 101' |
| Запасні:      |    |                  |      |      |
| В             | 1  | Антоніо Адан     |      |      |
| З             | 4  | Сантьяго Аріас   |      | 101' |
| З             | 15 | Стефан Савич     | 115' | 98'  |
| З             | 22 | Маріо Ермосо     |      |      |
| ПЗ            | 14 | Маркос Льоренте  |      | 89'  |
| ПЗ            | 20 | Вітоло           |      | 56'  |
| ПЗ            | 32 | Родріго Рікельме |      |      |
| Тренер:       |    |                  |      |      |
| Дієго Сімеоне |    |                  |      |      |